# 日本パーカーライジング広島工場
株式会社日本パーカーライジング広島工場（にほんパーカーライジングひろしまこうじょう、NIHON PARKERIZING HIROSHIMA WORKS Co., Ltd.）は、広島県広島市中区大手町に本社を置く、金属表面処理、道路標識、道路標示の製造・販売などを行う会社。

## 概要
自動車や携帯電話、パソコン、液晶テレビ、さらには人工衛星、医療機器や航空機などの製品に表面処理を行なっている。また、交通安全施設の分野においても、国内でもっとも歴史ある会社のひとつであり、戦後から道路環境の整備を行なってきた。現在では、より広く生活環境に貢献する事業として、エコロジー関連商品や建築向け内装資材も取り扱っている。

## 主な事業内容

### 金属表面処理部門
- 化成処理
  - パルボンド処理
  - パルホスM処理
  - パルボンド+パルーブ処理
  - ウェザーコート処理
- 固体潤滑処理
- アノダイズ処理
  - アノダイズ
  - 硬貨アノダイズ
  - 着色アノダイズ
  - 潤滑アノダイズ
  - クロム酸アノダイズ
  - 光沢、つや消し処理
- 一般熱処理
  - ボルトナットの調節
- イソナイト処理
- 塗装
  - 一般溶剤塗装
  - 静電粉体塗装
- クロメート処理
- 無電解ニッケルめっき

### 道路安全施設部門
- 交通標識
  - 反射式標識
- 区画線
- スリーエムジャパン商品
  - ネオキャップス
- 交通安全施設
  - ガードレール・ガードパイプ

### 建築機能材部門
- スコッチティント
  - 日射調整フィルム
  - 飛散防止フィルム
  - 防犯フィルム
  - ファサラガラスシェード
- DI-NOCフィルム
  - ARシリーズ
  - ダイノックネオシリーズ
  - 玄関ドア リフォームシート
- KILUCOAT
- セーフティ・ウォーク
- マット製品
- PGガード

### プラント部門
- 金属塗装設備
  - 前処理装置
  - 塗装ブース
  - 乾燥装置
  - 搬送装置
  - 塗装機器（粉体・水性）
- 樹脂塗装設備
  - 塗装ブース
  - 乾燥装置
  - 搬送装置
  - 塗装機器（溶剤・水性）
- 接着設備
  - 前処理装置
  - 塗布装置
  - 乾燥装置
  - 搬送装置
- 納入した設備、装置に関するメンテナンス及びアフターケア
- 設備、装置に使用する薬品等、自社の取扱商品の情報提供

### 研究開発部門
- 処理液・皮膜の分析調査
- 金属表面処理の技術開発
  - めっき
  - 陽極酸化処理
  - 電解研磨（英語版）
  - 金属表面着色
- ゲノム関連の技術開発
  - マイクロアレイ基板へのＤＮＡ固定・解析技術

## 沿革
- 1940年（昭和15年）10月11日：軍部の要請に基づき、「日本パーカライジング株式会社」の傍系会社として設立。
- 1944年（昭和19年）3月：英語の使用禁止が軍部から通達されたため、社名を「株式会社日本化学防錆広島工場」に変更。
- 1946年（昭和21年）3月：社名を元の「株式会社日本パーカーライジング広島工場」に変更。
- 1946年（昭和21年）9月：道路標識、道路標示の製造・販売を開始。
- 1965年（昭和40年）1月：道路標識一貫生産工場として出島工場（現・出島製作所）を新設。同時に標識、薬品、加工、設備設計施工、工事の各事業部制を導入し、各部門の独立採算制を実施。
- 1976年（昭和51年）4月：八本松工場を新設。
- 1994年（平成6年）4月：出島新工場（現・出島工場）を新設。

## 事業所一覧
- 本社

### 道路安全施設部門
- 東京支店
- 千葉支店
- 広島営業所
- 山口営業所
- 九州営業所
- 出島製作所
- 江津事業所

### 金属表面処理・化学部門
- 広島営業課
- 水島営業所
- 出島事業所
- 宇品事業所
- 八本松事業所
- 江津事業所

### 建築機能材部門
- 西営業課
- 東営業課
- 広島製作所
- 千葉製作所

### 研究開発部門
- テクノセンター
- プラント部門
- 設備設計課

## 工場・製作所

### 金属表面処理部門
- 出島工場（広島県広島市南区）
- 宇品工場（広島県広島市南区）
- 八本松工場（広島県東広島市）

### 道路標識・道路標示部門
- 出島製作所（広島県広島市南区）
- 千葉製作所（千葉県千葉市稲毛区）

## 役員
- 代表取締役社長 - 中山　文宣
- 取締役 - 吉村　和夫
- 取締役 - 近藤　浩二
- 取締役 - 照下　裕之

## 主な取引先銀行
- 百十四銀行広島支店
- 広島銀行大手町支店